# 六フッ化モリブデン
六フッ化モリブデン（英: Molybdenum hexafluoride）またはフッ化モリブデン(IV)（英: Molybdenum(VI) fluoride）とは、化合式MoF6で表される無機化合物の一種である。モリブデンのフッ化物であり、無色の固体は常温で融解し、34 ℃で沸騰する。

## 生成
六フッ化モリブデンは、金属モリブデンと十分な量のフッ素との直接反応によって以下のように生成される。
{\displaystyle {\ce {Mo + 3 F2 -> MoF6}}}
典型的な不純物はMoO2F2とMoOF4であり、六フッ化物の加水分解時の傾向を反映したものである。

## 特徴
六フッ化モリブデンは-140 ℃にて直方晶系の空間群Pnmaで結晶化する。格子定数は、a = 9.394 Å、b = 8.543 Å、c = 4.959 Åである。単位胞当たり4つの式単位を持ち、密度は3.50 g/cm3である。フッ素原子は六方最密充填構造で配置されている。
液相と気相において、六フッ化モリブデンは八面体形分子構造をとる。Mo-F結合の結合長は1.817 Åである。

## 用途
六フッ化モリブデンには用途がほとんど存在しない。原子力産業において、モリブデンはウランの核分裂生成物であるため、六フッ化ウランの不純物として生成される。また、半導体産業で用いられる六フッ化タングステンの不純物としても生成される。これらの不純物は適切な高温にてモリブデンを含む多くの種類の元素と、WF6とMoF6の混合物を還元することで除去することが可能である。